# Macromitrium angulatum
Macromitrium angulatum là một loài Rêu trong họ Orthotrichaceae. Loài này được Mitt. mô tả khoa học đầu tiên năm 1868.